# Tamdhu
Дистиллерия Tamdhu — завод по производству односолодового виски в регионе Спейсайд, расположенный в деревне Нокандо, в Банфшире, Шотландия. Название «Tamdhu» происходит от гэльского «маленький темный холм».
Дистиллерия основана в 1896 году группой монтажников, решивших организовать собственное производство виски. Первый солодовый виски был дистиллирован и разлит в бочки в 1897 году. Производство быстро перешло в руки компании Highland Distillers (англ.). История винокурни была довольно спокойной, без смены владельцев, но всё же отмеченной длительным перерывом в работе между 1927 и 1947 годами.
В период с 1972 по 1975 год производственные мощности винокурни увеличились втрое. В настоящее время на заводе имеется 3 бродильных чана и 3 перегонных куба. Годовое производство чистого алкоголя составляет 4 миллиона галлонов.
В отличие от своих соседей, винокурня Tamdhu не имеет пагоды в форме крыши над солодовыми печами. Это одна из последних винокурен, которая на месте производства получала солод из своего ячменя с помощью механической солодильни.
В апреле 2010 года было официально объявлено, что Tamdhu, принадлежащая дочерней компании Highland Distillers группы компаний Edrington (англ.), приостанавливает свою деятельность. Затем в июне 2011 года винокурня был продана компании Ian MacLeod Distillers (англ.), которая возобновила производство односолодового виски в мае 2013 года.
Почти весь производимый виски Tamdhu используется для производства купажированных виски, таких как The Famous Grouse, J&B (англ.) и Cutty Sark. При нынешнем владельце, Айане Маклауде, винокурня Tamdhu разливает по бутылкам 10-летний базовый купаж, релиз со 100 % выдержкой в бочках из-под хереса, и релиз бочковой крепости без указания выдержки. С 2017 года релиз бочковой крепости без указания выдержки был обновлен. Айан Маклауд также выпустил в продажу 1000 бутылок «Limited Edition» в честь возрождения винокурни, которые выдерживались в бочках из-под хереса первого наполнения. Продуктовая линейка предыдущих владельцев, Highland Distillers, включала виски Tamdhu 10-летней, 18-летней выдержки и виски без указания выдержки. Остальные розливы продаются независимыми поставщиками.
В 2017 году Айан МакЛауд выпустил виски под названием «Tamdhu 50». Это 50-летний напиток, выдержанный в бочках из европейского дуба из-под хереса первого розлива (бочка 4678). Он был дистиллирован 2 ноября 1963 года и разлит в бутылки в марте 2017 года. Всего было произведено 100 бутылок.

### Текущая линейка
- Tamdhu 12 Years Old 43 %: Айан МакЛауд[5]
- Tamdhu Batch Strength No. 001 58,8 %: Айан МакЛауд
- Tamdhu Batch Strength No. 002 58,5 %: Айан МакЛауд
- Tamdhu Limited Edition 10 Years Old 46 %: Айан МакЛауд
- Tamdhu Limited Edition 50 Years Old 55,6 %: Айан МакЛауд
- Независимые выпуски компаний Douglas Laing, Gordon & MacPhail, Duncan Taylor, Hunter Laing, Mackillop’s Choice и других.

### Ранее выпускавшиеся виски
- Tamdhu 10 Years Old 40 %: Айан МакЛауд[5]
- Tamdhu 18 Years Old 43 %: Highland Distillers
- Tamdhu 10 Years Old 40 %: Highland Distillers
- Tamdhu No Age Statement 40 %: Highland Distillers
- Gordon & MacPhail: Tamdhu 8 years Macphail’s Collection 40 %
- Dewar Rattray: Tamdhu 1990 Cask Strength 62,9 %
- Винтажная коллекция Signatory Vintage: Tamdhu 1994 Collection Cask Strength 61 %.